# U-868
| U-868                      | U-868                                                                      | U-868                                                                      |
| -------------------------- | -------------------------------------------------------------------------- | -------------------------------------------------------------------------- |
|                            |                                                                            |                                                                            |
|                            |                                                                            |                                                                            |
|                            |                                                                            |                                                                            |
| Під прапором               | Третій рейх                                                                | Третій рейх                                                                |
| Спуск на воду              | 18 серпня 1943 року                                                        | 18 серпня 1943 року                                                        |
| Виведений зі складу флоту  | 9 травня 1945 року                                                         | 9 травня 1945 року                                                         |
| Сучасний статус            | затоплений                                                                 | затоплений                                                                 |
| Проєкт                     |                                                                            |                                                                            |
| Тип ПЧ                     | Дизельний підводний човен                                                  | Дизельний підводний човен                                                  |
| Основні характеристики     |                                                                            |                                                                            |
| Швидкість (надводна)       | 19 вузлів                                                                  | 19 вузлів                                                                  |
| Швидкість (підводна)       | 7,3 вузла                                                                  | 7,3 вузла                                                                  |
| Гранична глибина занурення | 230 м                                                                      | 230 м                                                                      |
| Екіпаж                     | 48 осіб                                                                    | 48 осіб                                                                    |
| Розміри                    |                                                                            |                                                                            |
| Довжина найбільша (по КВЛ) | 76,8 м                                                                     | 76,8 м                                                                     |
| Ширина корпусу найб.       | 6,9 м                                                                      | 6,9 м                                                                      |
| Висота                     | 9,6 м                                                                      | 9,6 м                                                                      |
| Середня осадка (по КВЛ)    | 4,7 м                                                                      | 4,7 м                                                                      |
| Водотоннажність надводна   | 1144 т                                                                     | 1144 т                                                                     |
| Озброєння                  |                                                                            |                                                                            |
| Артилерія                  | 1 × 88-мм палубна гармата SK C/32                                          | 1 × 88-мм палубна гармата SK C/32                                          |
| Торпедно- мінне озброєння  | 4 носових і два кормових ТА. 22 торпеди або 44 міни TMA чи 66 TMB          | 4 носових і два кормових ТА. 22 торпеди або 44 міни TMA чи 66 TMB          |
| ППО                        | 1 × 37-мм зенітна гармата SKC/30 2 (1 × 2) × 20-мм зенітні гармати FlaK 30 | 1 × 37-мм зенітна гармата SKC/30 2 (1 × 2) × 20-мм зенітні гармати FlaK 30 |

U-868 — німецький підводний човен типу IXC/40, часів Другої світової війни.
Замовлення на будівництво човна віддане 25 серпня 1941 року. Човен заклали на верфі «AG Weser» у Бремені 11 березня 1943 року під заводським номером 1076, спущений на воду 18 серпня 1943 року, 23 грудня 1943 року увійшов до складу 4-ї флотилії. За час служби також входив до складу 2-ї та 33-ї флотилій.
За час служби човен зробив 2 бойових походи, у яких потопив 1 військовий корабель.
Капітулював 9 травня 1945 року у Бергені , Норвегія. 30 травня 1945 року переведено до Лох-Раян. Потоплений 30 листопада 1945 року північніше Ірландії (55°48′ пн. ш. 08°33′ зх. д. / 55.800° пн. ш. 8.550° зх. д.) в рамках операції «Дедлайт».

## Командири підводного човна
- Капітан-лейтенант Дітріх Раух (23 грудня 1943 — 21 липня 1944)
- Оберлейтенант-цур-зее Едуард Турре (22 липня 1944 — 9 травня 1945)

## Потоплені та пошкоджені кораблі[3]
| Назва                  | Тип      | Належність                    | Дата            | Тоннаж (БРТ) | Вантаж | Статус    | Місце                                                      |
| HMCS Guysborough (J52) | тральщик | Військово-морські сили Канади | 17 березня 1945 | 672          |        | потоплено | 46°43′ пн. ш. 09°30′ зх. д. / 46.717° пн. ш. 9.500° зх. д. |